# 國立古代藝術美術館

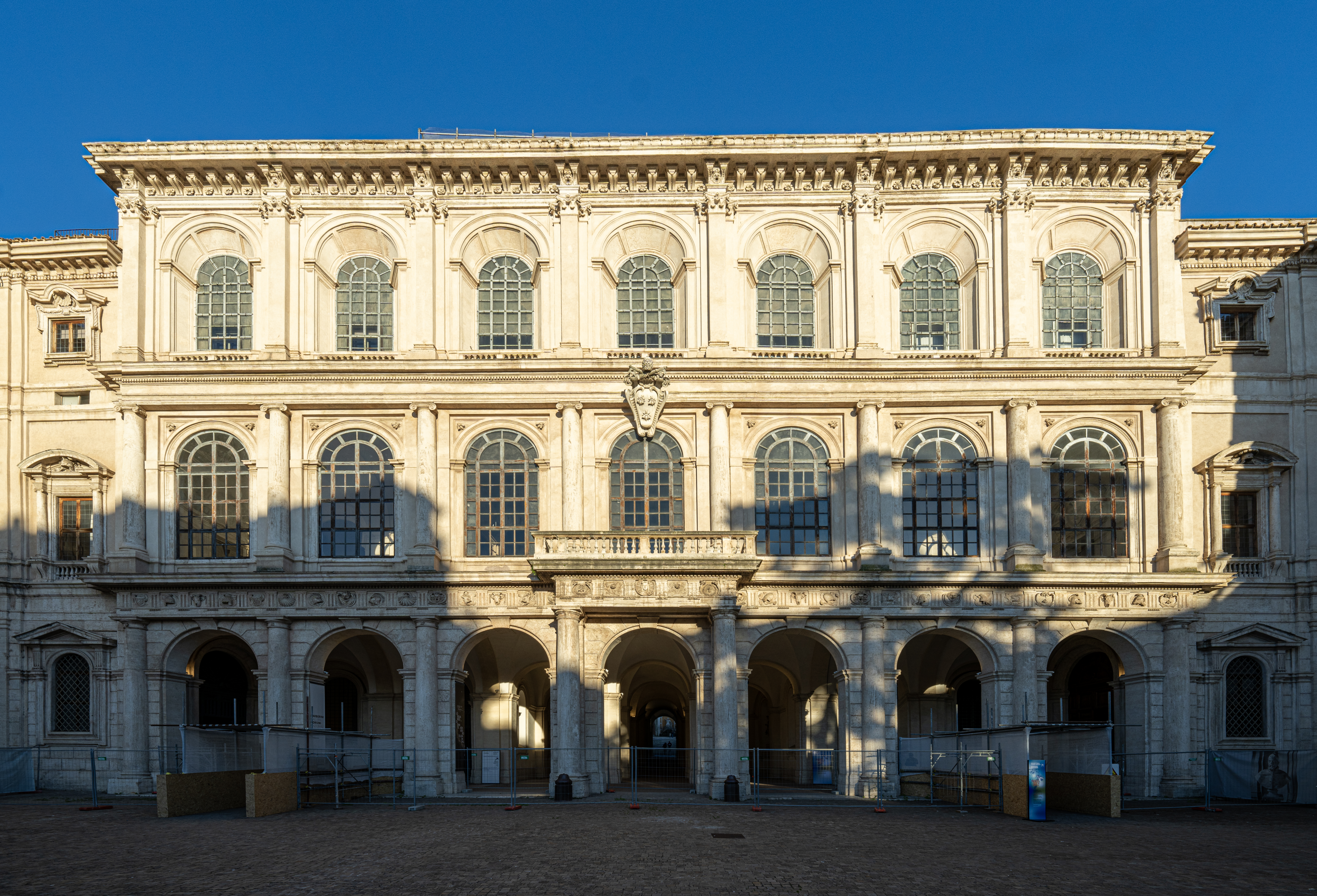

國立古代藝術美術館（義大利語：Galleria Nazionale d'Arte Antica (GNAA)）是義大利的一家美術館，位於羅馬。古代藝術美術館包括兩個館區：巴貝里尼宮和科西尼宮。巴貝里尼宮由伍朋八世設計，他是巴貝里尼家族的一員。

## 外部連結
维基共享资源上的相關多媒體資源：國立古代藝術美術館
- Gallerie Nazionali d'Arte Antica（页面存档备份，存于） official sites（意大利文）
- Accademia Nazionale dei Lincei, hosted in the Palazzo Corsini（英文）

41°54′10″N 12°29′22″E / 41.90277972°N 12.4895275°E